# Интерфакс-Запад
Информацио́нное аге́нтство «Интерфа́кс-За́пад» — информационная компания в структуре Международной информационной группы «Интерфакс» («Interfax Information Services»). Работает на белорусском информационном рынке с 1994 года.
По каналам агентства информационные сообщения из Белоруссии рассылаются подписчикам во всём мире.
В числе клиентов агентства — крупнейшие компании, предприятия, банковские и финансовые институты, государственные организации и структуры, международные представительства и посольства иностранных государств, аккредитованные в Белоруссии.
Подписчиками «Интерфакс-Запад» также являются практически все центральные и региональные средства массовой информации Белоруссии, которые используют сообщения агентства для информирования общественности о важнейших событиях в политической, экономической, социальной, спортивной и культурной жизни страны.

## Проекты агентства

### interfax.by
В августе 2004 года «Интерфакс-Запад» приступил к реализации проекта по созданию республиканского информационно-справочного интернет-портала «interfax.by», обеспечивающего доступ как к информационным ресурсам самого агентства, так и к самой разнообразной справочной информации о Белоруссии.
Портал состоит из 21 тематической рубрики, каждая из которых представляет собой полноценный сайт. В рубриках размещается информация справочного и развлекательного характера, новости, интервью, комментарии специалистов, базы данных по компаниям, торговым фирмам, магазинам и т.д.

### maps.interfax.by
В октябре 2009 года агентство «Интерфакс-Запад» запустило в рамках информационного портала Interfax.by картографический сервис «Interfax.by - Карты» — специализированную геоинформационную систему (ГИС), в рамках которой доступны карты городов Белоруссии в режиме «on-line».
Миссия проекта заключается в представлении пространственных данных в наиболее удобной для самого неискушённого пользователя форме — в виде интерактивной карты, где каждый элемент картографической основы обладает атрибутивной информацией и связанными представлениями (фотографии, видео, отзывы и т.д). При этом, такая информация может исправляться и дополняться любым зарегистрированным участником проекта, что позволяет считать проект сетевой энциклопедией, схожей с Wiki-ресурсами.
Проект «Interfax.by — Карты» также можно отнести к социальным сетям по той причине, что любой зарегистрированный пользователь может обозначить на карте своё присутствие, создать дружественные связи, очертить круг своих интересов.
Среди других картографических сервисов Байнета отличительной особенностью данного проекта является использование панорамных снимков города, схожих с «Google Street View».
Проект может быть использован как фото- и видеосервис, схожий с «Flickr» и «YouTube».
Интернет-проект «Интерфакс-Карты» прекратил своё существование 1 января 2015 года.

### agrobel.by
Портал «agrobel.by» был создан в 2006 году на базе еженедельного информационного специализированного вестника «Интерфакс-Агробизнес» (Беларусь), который издаётся агентством уже более десяти лет. «Интерфакс-Запад» в настоящее время является единственной в стране структурой, которая систематически занимается сбором и обработкой информации о предприятиях АПК и производителях продуктов питания.
Целью интернет-проекта является формирование мнения о предприятиях агропромышленного комплекса Республики Беларусь, а также всемерное содействие развитию благоприятного бизнес-климата в сельском хозяйстве и перерабатывающей промышленности, социально-экономическому процветанию села.
Сайт проекта недоступен с 2017 года.